# Oliver David Jackson
Oliver David Jackson (24 de Novembro de 1919 – 7 de Maio de 2004) foi um oficial do Exército Australiano, que prestou serviço durante a Segunda Guerra Mundial e a Guerra do Vietname. Depois de se graduar em 1939 no Real Colégio Militar, em Duntroon, serviu nas operações militares aliadas no Médio Oriente e na Nova Guiné. Mais tarde, comandou a Equipa de Treino do Exército Australiano no Vietname. Em 1966 tornou-se no primeiro comandante do 1st Australian Task Force no Vietname do Sul. Até se retirar das forças armadas, em 1974, ocupou uma série de posições de comando e chefia.